# الأوسمة العسكرية الإسرائيلية
الأوسمة العسكرية الإسرائيلية هي الأوسمة الممنوحة لجنود الجيش الإسرائيلي لما أظهروه من شجاعة غير عادية في ميادين القتال، من أشهر تلك الأوسمة وسام الفالور (أعلى وسام في الجيش الإسرائيلي)، وسام الشجاعة، وسام الخدمة المتميزة ووسام تسلاش التي يتم منحها في أربعة فصول.
يتقاسم جنديان لقب كونهما أكثر جنود الجيش الإسرائيلي تزينًا: الكابتن نشيما كوهين (1943-1967) ورئيس الأركان العامة إيهود باراك (رئيس الأركان سابقًا، ورئيس الوزراء لاحقًا).

## الأوسمة
|  | بطل إسرائيل            |
|  | وسام فالور (أعلى وسام) |
|  | وسام الشجاعة           |
|  | وسام الخدمة المتميزة   |

## وسام تسلاش
وسام يلبس على شريط يمنح أثناء الحرب.
|  | رئيس الأركان (رماتكال) |
|  | ألوف                   |
|  | قائد فرقة              |
|  | قائد لواء              |

## الشريط والميدالية
وفقًا لوزارة الدفاع الإسرائيلية، فإن «شرائط الحملة» هي شرائط للاحتفال بمشاركة شخص ما في حرب أو حملة أو قتال حتى قيام إسرائيل حتى يومنا هذا. تمنح هذه الأشرطة بتصريح من الحكومة، الجيش الإسرائيلي قانون الأوسمة والأنظمة التي وضعها وزير الدفاع.
|  | وسام قطامون (1948)      |
|  | شريط حرب الإستقلال      |
|  | شريط العدوان الثلاثي    |
|  | شريط حرب 1967           |
|  | شريط حرب الاستنزاف      |
|  | شريط حرب أكتوبر         |
|  | شريط حرب لبنان 1982     |
|  | شريط حرب لبنان 2006     |
|  | شريط الحرب على غزة 2014 |

## جوائز الخدمة العسكرية
وفقا لوزارة الدفاع الإسرائيلية، فإن «شرائط الحملة» هي شرائط للاحتفال بمشاركة شخص ما في حرب أو حملة أو قتال حتى قيام إسرائيل حتى يومنا هذا، باستثناء شريط النازية الذي يمنح وفقًا لقانون «ياد فاشيم» في قانون التذكر والهولوكوست، بالإضافة إلى قانون «حالة الحرب العالمية الثانية» لعام 2000 
|  | شريط هاشومير   |
|  | شريط نيلي      |
|  | الشريط التطوعي |
|  | شريط هاجاناه   |
|  | شريط ميشمار    |
|  | شريط إرجون     |
|  | شريط النازية   |
|  | شريط شتيرن     |

## ميداليات أخرى
|  | جائزة إلياهو غولومب إسرائيل الأمنية (أعلى وسام) |
|  | وسام انتداب السجناء                             |
|  | وسام رئيس الأركان العامة                        |
|  | وسام الخدمة                                     |
|  | وسام المحاربين                                  |

## وصلات خارجية
- الأوسمة العسكرية الإسرائيلية.
- الأوسمة والتكريمات الإسرائيلية.
- الحاصلون على وسام الخدمة المتميزة